# Maison Thorens
La maison Thorens, précédemment appelée maison Steiner, est un bâtiment situé au centre de la ville vaudoise d'Yverdon-les-Bains, en Suisse.

## Histoire
La maison Thorens, avec sa cour intérieure de style italien et garnie de peinture murales, a été bâtie peu avant 1800.
En septembre 1986, la maison devient le siège d'une école privée Rudolf Steiner ; l'établissement déménagera en 2009 pour le château d'Ependes, situé un peu en dehors de la ville.
Le bâtiment, est inscrit comme bien culturel suisse d'importance nationale. 